# Pasquale Sollo
Pasquale Sollo (Casavatore, 31 maggio 1964) è un politico italiano.

## Biografia
Nato a Casavatore il 31.05.1964. 
Laureato in Economia e Commercio e Scienze Politiche Master in City Manager. 
Professione Commercialista. 
Consigliere comunale di Casavatore dal 1994 al 2002. 
Dal maggio 2002 al maggio 2012 Sindaco di Casavatore. Già componente della direzione provinciale, regionale e nazionale del PD. Componente della direzione regionale dell'Anci. 
Componente della direzione regionale della Lega delle Autonomie locali.

### Elezione a senatore
Nel 2013 viene eletto senatore della XVII legislatura della Repubblica Italiana nella circoscrizione Campania per il Partito Democratico.